# Marceli Kujawa-Połczyński
Marceli Kujawa-Połczyński (ur. 31 maja 1844 w Gniewkowie, zm. 6 grudnia 1910 w Inowrocławiu) – inowrocławski działacz społeczny, publicysta, pisarz.
Pochodził z Gniewkowa i był synem Pawła Połczyńskiego i Józefy Klemens. Po powstaniu styczniowym musiał emigrować do Francji, gdzie był świadkiem Komuny Paryskiej. Wróciwszy do kraju rozwijał szeroką działalność społeczną i m.in. napisał wspomnienia powstańca z roku 1863 i 1864 pt. Bartek Nowak, zawierające dużo cennego i ciekawego materiału, a także bardzo radykalny pogląd na sprawy polskie i społeczne. W książce tej, wydanej w 1895 roku, autor opisał działalność chłopskiego dowódcy Bartłomieja Nowaka (ur. 1823, zm. 1890) urodzonego w Jaksicach. W 1873 ukazała się z kolei jego 39-stronicowa książeczka pt. Niebo i ziemia w pojęciu naszych przodków. Dla młodego pokolenia.
Nazwisko Połczyńskiego pojawia się w 1871 roku w składzie zarządu Towarzystwa Przemysłowego w Gniewkowie. Marceli Kujawa-Połczyński wspólnie z ludowym pisarzem Sjerp-Polaczkiem wydawał w Bydgoszczy demokratyczne pismo Pochodnia, a w Inowrocławiu w 1884 roku próbował redagować czasopismo Kujawiak założone przez niemieckiego wydawcę Augusta Papsteina. Czasopismo określane było jako „postępowe”, dobrze przyjmowane przez miejscowych Polaków, bowiem poruszające problemy istotne z polskiego punktu widzenia, tworzone przez polskich autorów. Gazeta przetrwała jednak tylko kilka miesięcy. 
W latach 1904–1907 był wiceprezesem Towarzystwa Samopomocy Naukowej w Inowrocławiu i wygłaszał różne referaty w duchu postępowym. Współpracował z synem uczestnika powstania styczniowego Kazimierza Czapli, Józefem Czaplą (ur. 1845, zm. 1921).
Marceli Kujawa-Połczyński zawarł związek małżeński z Władysławą Kempińską. Miał z nią córkę Wandę Zofię urodzoną w 1902 roku. Zmarł 6 grudnia 1910 roku w Inowrocławiu. Został pochowany na cmentarzu Zwiastowania Najświętszej Maryi Panny. Grób nie zachował się do czasów współczesnych.